# 雷光寺
雷光寺（らいこうじ）は、群馬県館林市上三林町にある真言宗豊山派の寺院。

## 歴史
1312年（正和元年）に開山された。ただ戦乱のために寺運衰微し、江戸時代前期の松平乗久の代にようやく再興された。江戸時代後期に千眼寺の末寺となっている。
隣の雷電神社の別当寺であった。そのため、いつしか「雷光寺」と呼ばれるようになった。
1910年（明治43年）の洪水の被害に遭ったため、1926年（大正15年）に再建されている。

## 交通アクセス
- 路線バス上三林郵便局前停留所より徒歩3分。